# Ugandische Beachhandball-Nationalmannschaft der Frauen
Die ugandische Beachhandball-Nationalmannschaft der Frauen repräsentiert den ugandischen Handballverband als Auswahlmannschaft Ugandas auf internationaler Ebene bei Länderspielen im Beachhandball.
Eine als Unterbau fungierende Nationalmannschaft der Juniorinnen wurde wie auch eine Ugandische Beachhandball-Nationalmannschaft der Männer bislang noch nicht gegründet.

## Geschichte
Die ugandische Beachhandball-Nationalmannschaft der Frauen ist aus internationaler Sicht eine vergleichsweise späte Gründung, aus rein afrikanischer Sicht gehört Uganda durchaus noch zu den Vorreitern. Es ist die achte weibliche Nationalmannschaft, die auf dem Kontinent gebildet wurde. Nachdem sie als einzige der späteren Teilnehmer an den zum zweiten Mal ausgetragenen African Beach Games 2023 in Tunesien zur ersten Austragung der im Vorjahr eingeführten Global Tour auf afrikanischem Boden noch nicht eingeladen war, erfolgte das internationale Debüt beim erst zweiten kontinentalen Turnier für weibliche Nationalmannschaften in Afrika. Auch wenn Uganda seine Spiele gegen Tunesien, Kenia und Mali verlor und damit eine Medaille verpasste, konnten die Uganderinnen das Spiel gegen die erfahreneren Algerierinnen gewinnen. Damit beendeten sie ihr erstes Turnier auf dem vierten Rang.

## Teilnahmen
| World Games - 2001: nicht eingeladen - 2005: nicht eingeladen - 2009: nicht eingeladen - 2013: nicht qualifiziert - 2017: nicht qualifiziert - 2022: nicht qualifiziert | World Beach Games - 2019: nicht qualifiziert - 2023: nicht qualifiziert African Beach Games - 2019: nicht teilgenommen - 2023: 4. | Weltmeisterschaften - 2004: nicht qualifiziert - 2006: nicht qualifiziert - 2008: nicht qualifiziert - 2010: nicht qualifiziert - 2012: nicht qualifiziert - 2014: nicht qualifiziert - 2016: nicht qualifiziert - 2018: nicht qualifiziert - 2020: nicht qualifiziert, abgesagt - 2022: nicht qualifiziert | Global Tour - 2022: nicht eingeladen - 2023: nicht eingeladen |

- ABG 2023: Hilda Abangit • Kalsum Abiria • Brenda Adokorach • Annet Ayochan • Shakira Bako • Scovia Lamunu • Nasiimu Mutesi • Doreen Ondoa[3]

## Trainer
| Cheftrainer/in - 2023: Ahmad Ali Ismail | Manager/in - 2023: Sheila Agonzibwa Richardson |